# Loudwire
Loudwire là một tạp chí truyền thông trực tuyến của Mỹ chuyên đưa tin tức về các nghệ sĩ hard rock và heavy metal. Tạp chí thuộc quyền sở hữu của doanh nghiệp truyền thông và giải trí Townsquare Media. Kể từ khi ra mắt vào tháng 8 năm 2011, Loudwire đã có những cuộc phỏng vấn độc quyền với các nghệ sĩ nổi tiếng như Slipknot, Ozzy Osbourne, Metallica, Judas Priest, Guns N' Roses, Megadeth, Iron Maiden, Kiss, Mötley Crüe, Suicidal Tendencies và nhiều nghệ sĩ khác. Loudwire còn công chiếu những thước phim mới độc quyền của Judas Priest, Anthrax, Jane's Addiction, Stone Sour, Phil Anselmo và nhiều nghệ sĩ rock và metal nổi tiếng khác.
Loudwire Nights là chương trình phát thanh tổng hợp toàn quốc của Townsquare, được phát sóng trên các trạm phát nhạc rock của đơn vị trên khắp nước Mỹ, do Toni Gonzalez tổ chức.
Một trong những chương trình mạng của Loudwire là Wikipedia: Fact or Fiction?.

## Giải thưởng âm nhạc Loudwire
Tạp chí tổ chức một lễ trao giải thường niên mang tên Giải thưởng âm nhạc Loudwire. Buổi lễ trao giải và hòa nhạc đầu tiên (do Chris Jericho dẫn chính) được tổ chức vào ngày 24 tháng 10 năm 2017, tại The Novo ở Los Angeles. Giải thưởng được trao dựa trên bình chọn của độc giả trên trang web.

## Ca khúc nhạc metal hay nhất mỗi năm kể từ năm 1970
Dưới đây là các ca khúc nhạc rock/metal "hay nhất" kể từ năm 1970 theo bài viết này.
| Năm  | Ca khúc                             | Nghệ sĩ                   | Album                             | Á quân                                        |
| ---- | ----------------------------------- | ------------------------- | --------------------------------- | --------------------------------------------- |
| 1970 | "Black Sabbath"                     | Black Sabbath             | Black Sabbath                     | "Paranoid" của Black Sabbath                  |
| 1971 | "Sweet Leaf"                        | Black Sabbath             | Master of Reality                 | "Children of the Grave" của Black Sabbath     |
| 1972 | "Supernaut"                         | Black Sabbath             | Vol. 4                            | "Smoke on the Water" của Deep Purple          |
| 1973 | "Sabbath Bloody Sabbath"            | Black Sabbath             | Sabbath Bloody Sabbath            | "Killing Yourself to Live" của Black Sabbath  |
| 1974 | "Burn"                              | Deep Purple               | Burn                              | "Stone Cold Crazy" của Queen                  |
| 1975 | "Man on the Silver Mountain"        | Rainbow                   | Ritchie Blackmore's Rainbow       | "Symptom of the Universe" của Black Sabbath   |
| 1976 | "Victim of Changes"                 | Judas Priest              | Sad Wings of Destiny              | "Stargazer" của Rainbow                       |
| 1977 | "The Sails of Charon"               | Scorpions                 | Taken by Force                    | "Sinner" của Judas Priest                     |
| 1978 | "Hell Bent for Leather"             | Judas Priest              | Killing Machine                   | "Beyond the Realms of Death" của Judas Priest |
| 1979 | "Overkill"                          | Motörhead                 | Overkill                          | "Lovedrive" của Scorpions                     |
| 1980 | "Crazy Train"                       | Ozzy Osbourne             | Blizzard of Ozz                   | "Heaven and Hell" của Black Sabbath           |
| 1981 | "Wrathchild"                        | Iron Maiden               | Killers                           | "Over the Mountain" của Ozzy Osbourne         |
| 1982 | "Hallowed Be Thy Name"              | Iron Maiden               | The Number of the Beast           | "The Number of the Beast" của Iron Maiden     |
| 1983 | "Holy Diver"                        | Dio                       | Holy Diver                        | "The Trooper" của Iron Maiden                 |
| 1984 | "Creeping Death"                    | Metallica                 | Ride the Lightning                | "The Sentinel" của Judas Priest               |
| 1985 | "Strike of the Beast"               | Exodus                    | Bonded by Blood                   | "Madhouse" của Anthrax                        |
| 1986 | "Angel of Death"                    | Slayer                    | Reign in Blood                    | "Master of Puppets" của Metallica             |
| 1987 | "Zombie Ritual"                     | Death                     | Scream Bloody Gore                | "Abigail" của King Diamond                    |
| 1988 | "One"                               | Metallica                 | ...And Justice for All            | "South of Heaven" của Slayer                  |
| 1989 | "Chapel of Ghouls"                  | Morbid Angel              | Altars of Madness                 | "The Toxic Waltz" của Exodus                  |
| 1990 | "Holy Wars... The Punishment Due"   | Megadeth                  | Rust in Peace                     | "Cowboys from Hell" của Pantera               |
| 1991 | "Enter Sandman"                     | Metallica                 | Metallica                         | "No More Tears" của Ozzy Osbourne             |
| 1992 | "Mouth for War"                     | Pantera                   | Vulgar Display of Power           | "Wish" của Nine Inch Nails                    |
| 1993 | "Black No. 1"                       | Type O Negative           | Bloody Kisses                     | "Refuse/Resist" của Sepultura                 |
| 1994 | "I'm Broken"                        | Pantera                   | Far Beyond Driven                 | "A Tout le Monde" của Megadeth                |
| 1995 | "Crystal Mountain"                  | Death                     | Symbolic                          | "Slaughter of the Soul" của At the Gates      |
| 1996 | "Ænema"                             | Tool                      | Ænima                             | "Roots Bloody Roots" của Sepultura            |
| 1997 | "Du Hast"                           | Rammstein                 | Sehnsucht                         | "Jotun" của In Flames                         |
| 1998 | "Freak on a Leash"                  | Korn                      | Follow the Leader                 | "Demon of the Fall" của Opeth                 |
| 1999 | "Wait and Bleed"                    | Slipknot                  | Slipknot                          | "Times of Grace" của Neurosis                 |
| 2000 | "The Wicker Man"                    | Iron Maiden               | Brave New World                   | "Wings" của Vader                             |
| 2001 | "Lateralus"                         | Tool                      | Lateralus                         | "Aerials" của System of a Down                |
| 2002 | "Rational Gaze"                     | Meshuggah                 | Nothing                           | "March of the Fire Ants" của Mastodon         |
| 2003 | "Progenies of the Great Apocalypse" | Dimmu Borgir              | Death Cult Armageddon             | "Paschendale" của Iron Maiden                 |
| 2004 | "The End of Heartache"              | Killswitch Engage         | The End of Heartache              | "Blood and Thunder" của Mastodon              |
| 2005 | "Ghost of Perdition"                | Opeth                     | Ghost Reveries                    | "B.Y.O.B." của System of a Down               |
| 2006 | "Vicarious"                         | Tool                      | 10.000 Days                       | "Make Them Suffer" của Cannibal Corpse        |
| 2007 | "Milk Lizard"                       | The Dillinger Escape Plan | Ire Works                         | "Aesthetics of Hate" của Machine Head         |
| 2008 | "Bleed"                             | Meshuggah                 | obZen                             | "Psychosocial" của Slipknot                   |
| 2009 | "Oblivion"                          | Mastodon                  | Crack the Skye                    | "The Anticosmic Overload" của Obscura         |
| 2010 | "Ritual"                            | Ghost                     | Opus Eponymous                    | "The Talisman" của Iron Maiden                |
| 2011 | "The Vampire of Nazareth"           | Septicflesh               | The Great Mass                    | "The Devil You Know" của Anthrax              |
| 2012 | "L'Enfant Sauvage"                  | Gojira                    | L'Enfant Sauvage                  | "Fertile Green" của High on Fire              |
| 2013 | "Year Zero"                         | Ghost                     | Infestissumam                     | "An Ocean of Wisdom" của Gorguts              |
| 2014 | "O Father O Satan O Sun!"           | Behemoth                  | The Satanist                      | "The Negative One" của Slipknot               |
| 2015 | "Cirice"                            | Ghost                     | Meliora                           | "If Eternity Should Fail" của Iron Maiden     |
| 2016 | "Square Hammer"                     | Ghost                     | Popestar EP                       | "Silvera" của Gojira                          |
| 2017 | "Forever"                           | Code Orange               | Forever                           | "I Saw the End" của Pallbearer                |
| 2018 | "Lightning Strike"                  | Judas Priest              | Firepower                         | "Giza Butler" của Sleep                       |
| 2019 | "Deutschland"                       | Rammstein                 | Untitled Rammstein album          | "Concrete" của Poppy                          |
| 2020 | "Holy Roller"                       | Spiritbox                 | Eternal Blue                      | "Animals" của Architects                      |
| 2021 | "To the Hellfire"                   | Lorna Shore               | ...And I Return to Nothingness EP | "Circle With Me" của Spiritbox                |
| 2022 | "Handshake With Hell"               | Arch Enemy                | Deceivers                         | "We'll Be Back" của Megadeth                  |

## Tác phẩm hàng tuần
Kể từ ngày 6 tháng 1, Loudwire đã cho ra các bài hát nhạc metal/rock mới phát hành trên danh sách phát Spotify được liệt kê cho khán giả.